# BET Award for Video Director of the Year
Der BET Award for Video Director of the Year wird seit 2008 im Rahmen der BET Awards von Black Entertainment Television (BET) vergeben. Der Award geht an Regisseure von Musikvideos. Beyoncé gewann den Award drei Mal. Die meisten Nominierungen erhielt dagegen Benny Boom mit 14.

## Liste der Sieger und Nominierten

### 2000er
| Jahr           | Regisseur   | Ref |
| -------------- | ----------- | --- |
| 2008           |             |     |
| Erykah Badu    | [ 1 ]       |     |
| Benny Boom     | [ 1 ]       |     |
| Gil Green      | [ 1 ]       |     |
| Chris Robinson | [ 1 ]       |     |
| Evans Teollian | [ 1 ]       |     |
| 2009           | [ 1 ]       |     |
| Benny Boom     | [ 2 ] [ 3 ] |     |
| Rik Cordero    | [ 2 ] [ 3 ] |     |
| Gil Green      | [ 2 ] [ 3 ] |     |
| Chris Robinson | [ 2 ] [ 3 ] |     |
| Hype Williams  | [ 2 ] [ 3 ] |     |

### 2010er
| Jahr                              | Regisseur                       | Video       | Ref |
| --------------------------------- | ------------------------------- | ----------- | --- |
| 2010                              |                                 |             |     |
| Anthony Mandler                   | Anthony Mandler                 | [ 4 ]       |     |
| Benny Boom                        |                                 | [ 4 ]       |     |
| Gil Green                         |                                 | [ 4 ]       |     |
| Chris Robinson                    |                                 | [ 4 ]       |     |
| Evans Teollian                    |                                 | [ 4 ]       |     |
| 2011                              |                                 | [ 4 ]       |     |
| Chris Robinson                    | Chris Robinson                  | [ 5 ] [ 6 ] |     |
| Benny Boom                        |                                 | [ 5 ] [ 6 ] |     |
| Mr. Boomtown                      |                                 | [ 5 ] [ 6 ] |     |
| Kanye West                        |                                 | [ 5 ] [ 6 ] |     |
| Hype Williams                     |                                 | [ 5 ] [ 6 ] |     |
| 2012                              |                                 | [ 5 ] [ 6 ] |     |
| Beyoncé and Alan Ferguson         | Beyoncé and Alan Ferguson       | [ 7 ]       |     |
| Benny Boom                        |                                 | [ 7 ]       |     |
| Chris Brown and Godfrey Taberez   |                                 | [ 7 ]       |     |
| Kanye West                        |                                 | [ 7 ]       |     |
| Hype Williams                     |                                 | [ 7 ]       |     |
| 2013                              |                                 | [ 7 ]       |     |
| Benny Boom                        |                                 |             |     |
| ASAP Rocky and Sam Lecca          |                                 |             |     |
| Evans Teollian                    |                                 |             |     |
| Dre Films                         |                                 |             |     |
| Hype Williams                     |                                 |             |     |
| 2014                              |                                 |             |     |
| Hype Williams                     |                                 |             |     |
| Benny Boom                        |                                 |             |     |
| Chris Brown                       |                                 |             |     |
| Director X                        |                                 |             |     |
| Colin Tilley                      |                                 |             |     |
| 2015                              |                                 |             |     |
| Beyoncé, Ed Burke and Todd Tourso |                                 |             |     |
| Evans Teollian                    |                                 |             |     |
| Chris Robinson                    |                                 |             |     |
| Fatima Robinson                   |                                 |             |     |
| Hype Williams                     |                                 |             |     |
| 2016                              |                                 |             |     |
| Director X                        |                                 |             |     |
| Benny Boom                        |                                 |             |     |
| Chris Brown                       |                                 |             |     |
| Colin Tilley                      |                                 |             |     |
| Hype Williams                     |                                 |             |     |
| 2017                              |                                 |             |     |
| Kahlil Joseph and Beyoncé         | Sorry                           | [ 8 ]       |     |
| Benny Boom                        | CRZY (Kehlani)                  | [ 8 ]       |     |
| Bruno Mars and Jonathan Lia       | That's What I Like (Bruno Mars) | [ 8 ]       |     |
| Director X                        | Like I Would (Zayn)             | [ 8 ]       |     |
| Hype Williams                     | Gucci Snakes (Tyga)             | [ 8 ]       |     |
| 2018                              |                                 | [ 8 ]       |     |
| Ava DuVernay                      | Ava DuVernay                    | [ 9 ]       |     |
| Benny Boom                        |                                 | [ 9 ]       |     |
| Director X                        |                                 | [ 9 ]       |     |
| Chris Brown                       |                                 | [ 9 ]       |     |
| Dave Meyers                       |                                 | [ 9 ]       |     |
| 2019                              |                                 | [ 9 ]       |     |
| Karena Evans                      | Karena Evans                    | [ 10 ]      |     |
| Benny Boom                        |                                 | [ 10 ]      |     |
| Colin Tilley                      |                                 | [ 10 ]      |     |
| Dave Meyers                       |                                 | [ 10 ]      |     |
| Hype Williams                     |                                 | [ 10 ]      |     |

### 2020er
| Jahr                           | Regisseur     | Ref |
| ------------------------------ | ------------- | --- |
| 2020                           |               |     |
| Teyana Taylor                  | [ 11 ] [ 12 ] |     |
| Benny Boom                     | [ 11 ] [ 12 ] |     |
| Cole Bennett                   | [ 11 ] [ 12 ] |     |
| Dave Meyers                    | [ 11 ] [ 12 ] |     |
| Director X                     | [ 11 ] [ 12 ] |     |
| Eif Rivera                     | [ 11 ] [ 12 ] |     |
| 2021                           |               |     |
| Bruno Mars and Florent Déchard | [ 13 ]        |     |
| Benny Boom                     | [ 13 ]        |     |
| Cole Bennett                   | [ 13 ]        |     |
| Colin Tilley                   | [ 13 ]        |     |
| Dave Meyers                    | [ 13 ]        |     |
| Hype Williams                  | [ 13 ]        |     |
| 2022                           |               |     |
| Anderson .Paak                 | [ 14 ]        |     |
| Benny Boom                     | [ 14 ]        |     |
| Beyoncé and Dikayl Rimmasch    | [ 14 ]        |     |
| Director X                     | [ 14 ]        |     |
| Hype Williams                  | [ 14 ]        |     |
| Missy Elliott                  | [ 14 ]        |     |

## Multiple Siege and Nominierungen

### Siege
3 Siege
- Beyoncé

2 Siege
- Benny Boom

### Nominierungen
14 Nominierungen
- Benny Boom

11 Nominierungen
- Hype Williams

6 Nominierungen
- Director X

5 Nominierungen
- Chris Robinson

4 Nominierungen
- Beyoncé
- Chris Brown

3 Nominierungen
- Dave Meyers
- Gil Green

2 Nominierungen
- Bruno Mars
- Colin Tilley
- Kanye West